# Scanner corporel
Pour les articles homonymes, voir Scanner et Scanner déshabillant.

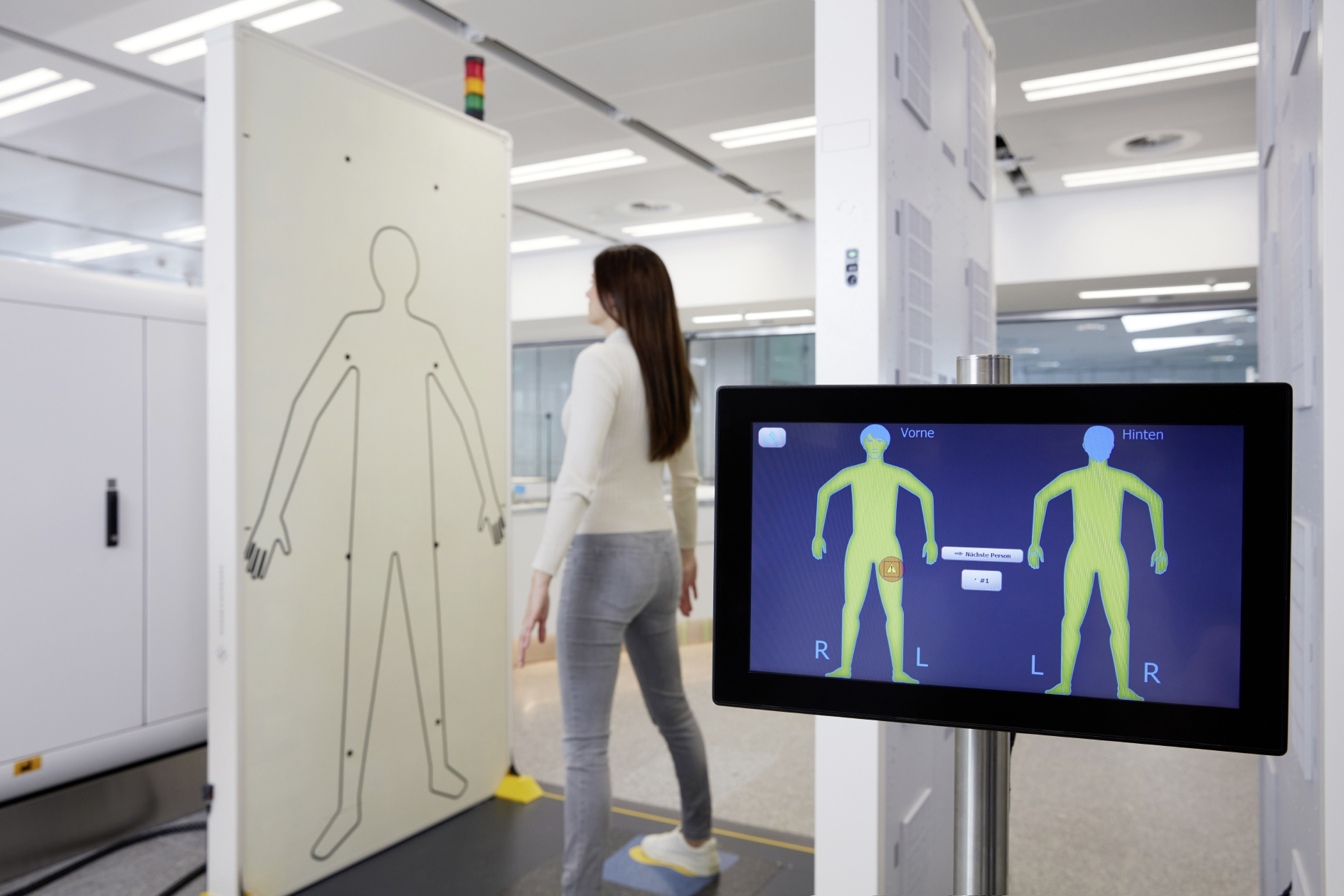
Images provenant d'un scanner corporel à ondes millimétriques.

Un scanner corporel  est un portail conçu pour être utilisé dans les aéroports afin d'inspecter les passagers et de détecter les objets interdits dissimulés sous les vêtements. Il permet d'éviter la palpation.
Différents types de scanner corporel existent, les scanners corporels à rayons X, les plus anciens, et les scanners utilisant la technologie des ondes dites millimétriques, plus récent et ayant l'avantage d'être a priori sans impact sur la santé[réf. nécessaire]. 

## Limites
Les terroristes imaginent de nouvelles méthodes, comme cacher des explosifs à l'intérieur du corps[source insuffisante], dans le canal anal ou des implants mammaires[source insuffisante]  par exemple. Dans ce cas, les nouveaux scanners corporels à ondes millimétriques, qui s'arrêtent à la surface de la peau, ne seraient pas efficaces. Seul le passage aux rayons X conventionnels (et non pas au scanner corporel à rayons X, dont l'énergie de ces derniers est beaucoup trop faible) pourrait détecter l'explosif,,. Mais faire passer tous les passagers d'un avion aux rayons X n'est pas possible en pratique, pour des raisons notamment sanitaires, l'exposition trop importante à des radiations ionisantes étant délétère pour la santé.
Une critique courante est que l'image produite est proche de celle d'une personne dénudée. Une solution mise en place est l'affirmation d'absence de stockage des images et la séparation de la personne scannée de celle qui est derrière l'écran, cette dernière n'ayant donc jamais un contact visuel direct avec la personne scannée. La réglementation européenne et la loi française obligent à masquer sur l'écran le visage de la personne soumise au scanner corporel mais autorisent à afficher l'image du corps de la personne de façon détaillée, y compris les parties génitales. 